# 诺埃尔·乔利
诺埃尔·乔利（英語：Noel Jolly，1908年12月23日—1969年4月23日），新西兰男子草地滚球运动员。他曾代表新西兰参加1950年大英帝国运动会草地滚球比赛，获得男子四人铜牌。